# Pariul lui Pascal

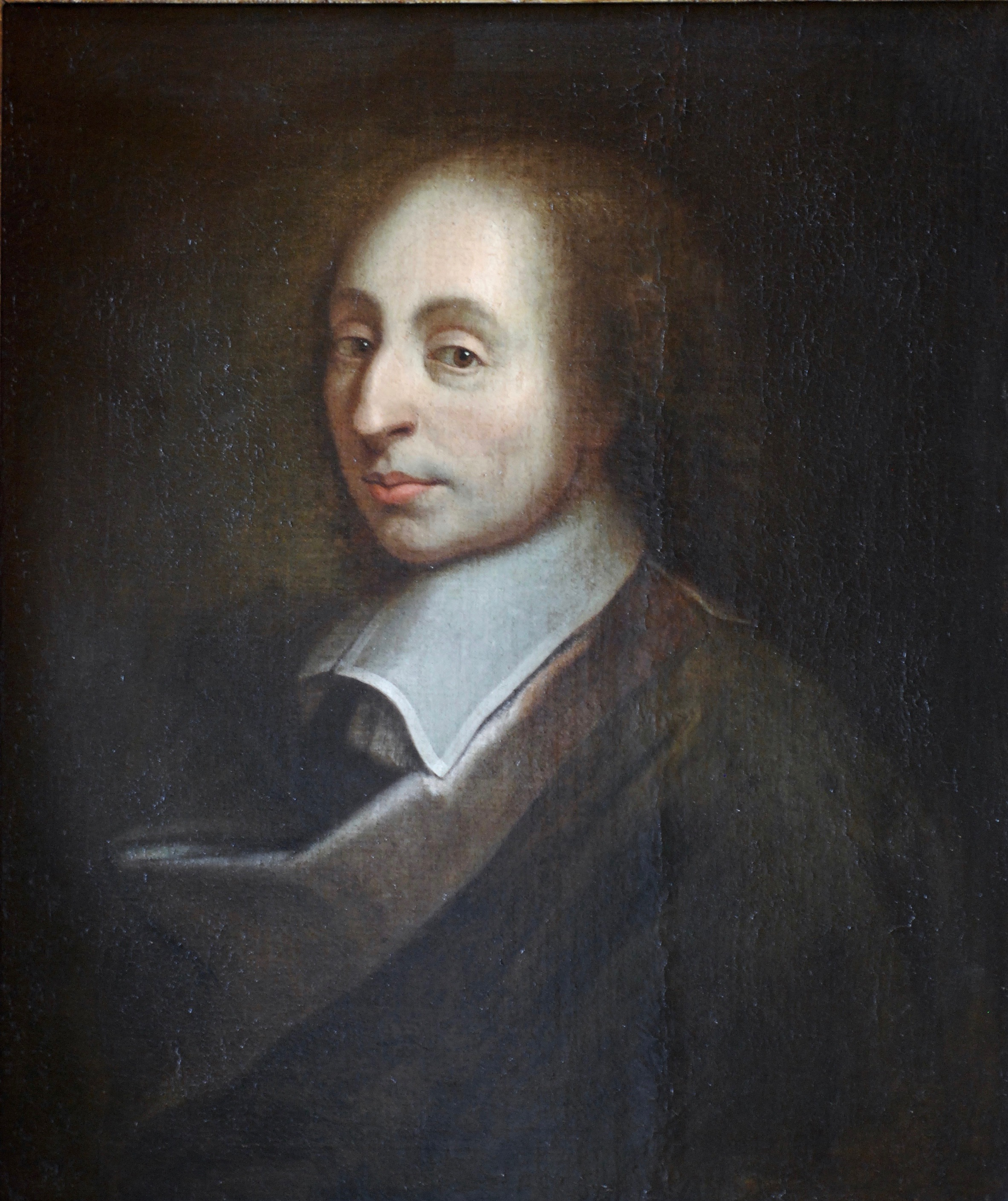
Blaise Pascal

Pariul lui Pascal este un raționament în filozofia apologetică conceput de filozoful, matematicianul și fizicianul francez Blaise Pascal (1623–1662). El postulează că toți oamenii își pariază viața fie pe existența lui Dumnezeu, fie pe inexistența sa. Bazându-se pe presupunerea că mizele sunt infinite dacă Dumnezeu există și că există cel puțin o probabilitate mică ca Dumnezeu să existe, Pascal susține că o persoană rațională ar trebui să trăiască ca și cum Dumnezeu există și să creadă în Dumnezeu. Dacă Dumnezeu nu există, o astfel de persoană va avea doar o pierdere minimă (unele plăceri, lux etc.), în timp ce în caz contrar va obține câștiguri infinite (o eternitate în Rai) și va evita pierderi infinite (o eternitate în iad).
Pariul lui Pascal s-a bazat pe ideea unui Dumnezeu creștin, deși argumentări similare au avut loc și în alte tradiții religioase. Pariul original a fost prezentat în secțiunea 233 a studiului Pensées („Gânduri”) al lui Pascal, ce a fost publicat postum. Aceste note nepublicate anterior au fost adunate pentru a forma un tratat incomplet despre apologetica creștină.
Din punct de vedere istoric, pariul lui Pascal a fost revoluționar, deoarece el a explorat un teritoriu nou în teoria probabilităților, a marcat prima utilizare oficială a teoriei deciziei și a anticipat filozofiile viitoare, cum ar fi existențialismul, pragmatismul și voluntarismul.

## Pariul
Teoria urmează următoarea logică (extrase din Pensées, part III, §233):
1. Dumnezeu există sau nu. Rațiunea nu poate decide între cele două alternative.
2. Este jucat un joc... în care va ieși cap sau pajură.
3. Tu trebuie să pariezi (nu este opțional).
4. Să analizăm câștigul și pierderea, pariind că Dumnezeu există. Să estimăm aceste două șanse. În cazul în care câștigi, câștigi totul; dacă pierzi, nu pierzi nimic.
5. Pariază fără ezitare că El există. Ai de câștigat o infinitate de vieți fericite, o șansă de câștig împotriva unui număr finit de șanse de a pierde. Și așa propunerea noastră este de o forță infinită, atunci când există o miză finită într-un joc în care există riscuri egale de câștig și de pierdere, și un câștig potențial infinit.
6. Dar unii nu pot să creadă. Ei ar trebui să asimileze cel puțin incapacitatea de a crede și strădania de a se convinge pe ei.

## Alte legături externe

### Sprijinirea teoriei
- Pascal's Wager: Pragmatic Arguments and Belief in God (2006) by Jordan, Jeff, University of Delaware, 2006
- Ambiguity, Pessimism, and Rational Religious Choice (2010)[nefuncțională]
 by Tigran Melkonyan and Mark Pingle Theory and Decision, 2010, Volume 69, Number 3, Pages 417-438

### Obiecții
- The Empty Wager Arhivat în 6 martie 2016, la Wayback Machine. by Sam Harris
- The Rejection of Pascal's Wager Arhivat în 6 martie 2016, la Wayback Machine. by Paul Tobin
- Pascal's Mugging by Nick Bostrom

### Revizuiri
- Theistic Belief and Religious Uncertainty by Jeffrey Jordan